# Universiteit van Amsterdam
De Universiteit van Amsterdam (UvA) is een van de twee universiteiten in Amsterdam. De andere is de Vrije Universiteit Amsterdam (VU). De UvA is van alle universiteiten in Nederland degene met de meeste studenten en het grootste aanbod in opleidingen. In 2022 was de UvA de hoogst geplaatste Nederlandse universiteit op de QS World University Rankings op plaats 55. Een jaar later stond de universiteit op plaats 58.

## Geschiedenis

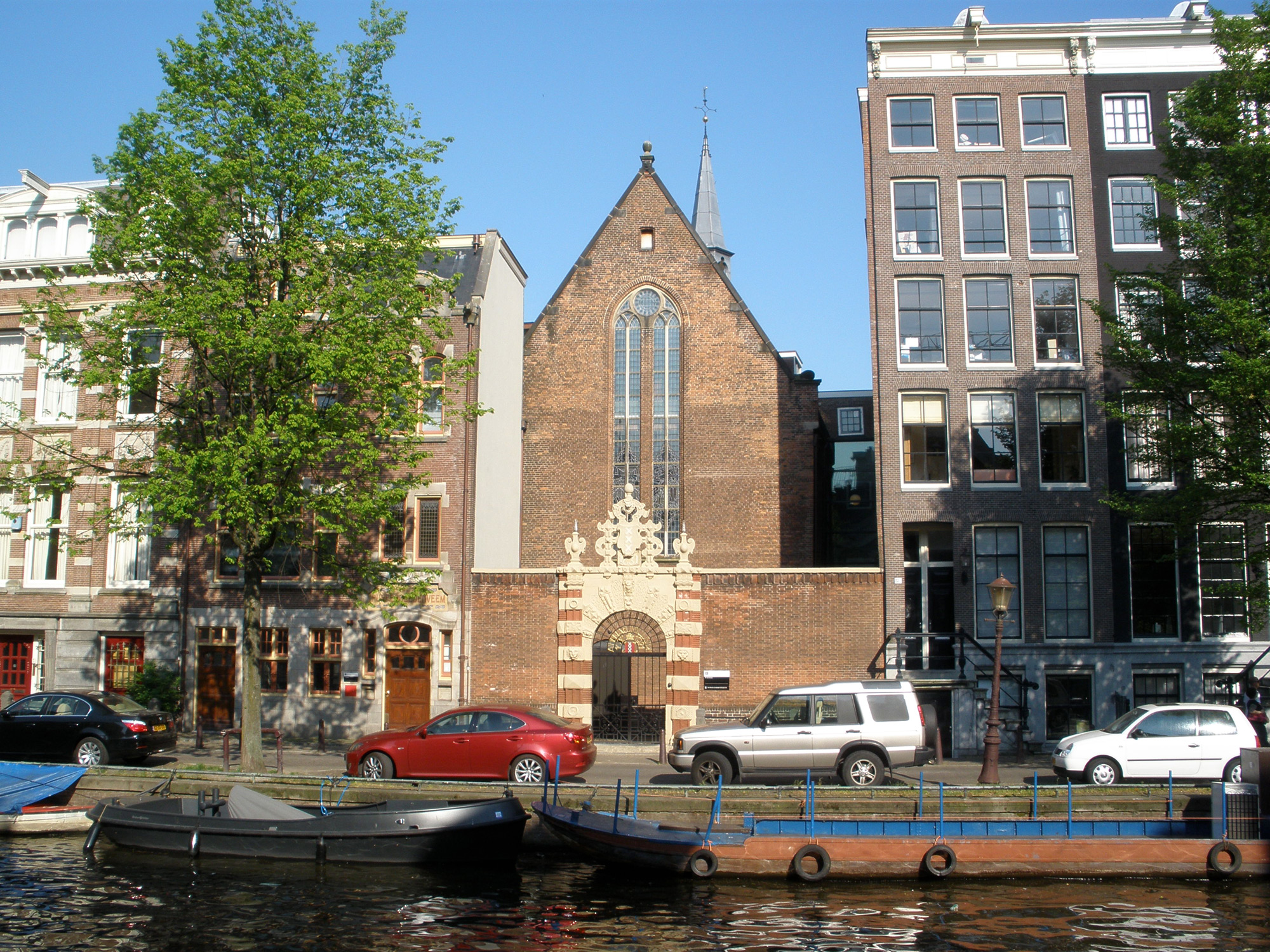
De Agnietenkapel aan de Oudezijds Voorburgwal 231 te Amsterdam, waar in 1632 het Athenaeum Illustre werd geopend.

De geschiedenis van de Amsterdamse universiteit gaat terug tot 8 januari 1632 toen het Athenaeum Illustre (de illustere school) werd opgericht, die gevestigd was in de Agnietenkapel. Toen hielden Casparus Barlaeus en Gerardus Vossius hun inaugurele redes.

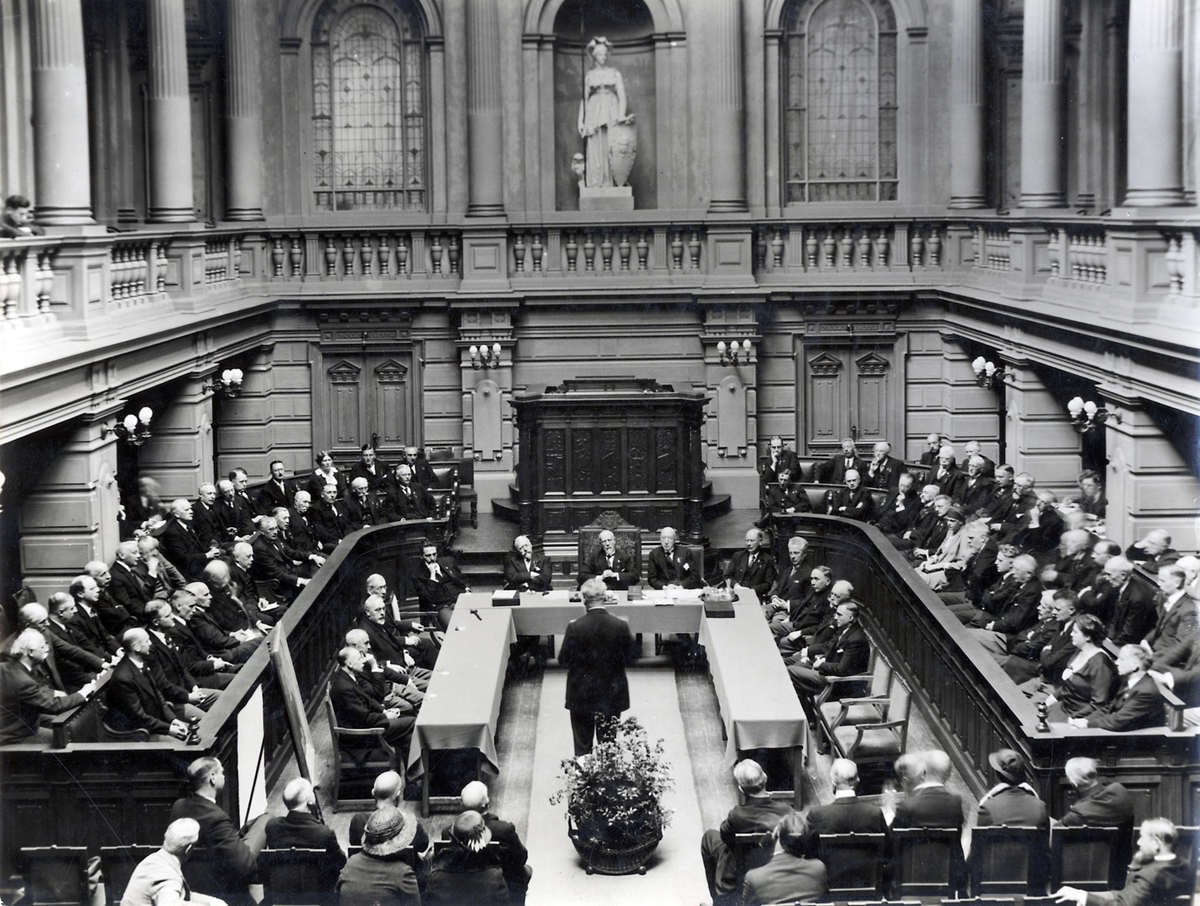
Opening van het 60e lustrum in de Aula aan de Oudemanhuispoort 4-6 te Amsterdam (1932)

In 1815 volgde wettelijke erkenning van het Athenaeum Illustre als instelling van hoger onderwijs. In 1877 werd het Athenaeum omgevormd tot een gemeentelijke universiteit, met de formele naam Universiteit van Amsterdam. De universiteit kreeg toen ook het promotierecht. De universiteit stond in de volksmond, in de pers en bij de studenten echter jarenlang bekend als de Gemeente Universiteit (GU). Zo werd bijvoorbeeld in 1932 het 60ste lustrum gevierd van de Amsterdamse Gemeente Universiteit. In 1973 werd gepubliceerd over de numerus fixus bij sommige studierichtingen aan de GU.
De hoogleraren werden oorspronkelijk door het bestuur van Amsterdam benoemd. De gemeente Amsterdam bekostigde ook de universiteit grotendeels. De Amsterdamse burgemeester was voorzitter van het universiteitsbestuur.

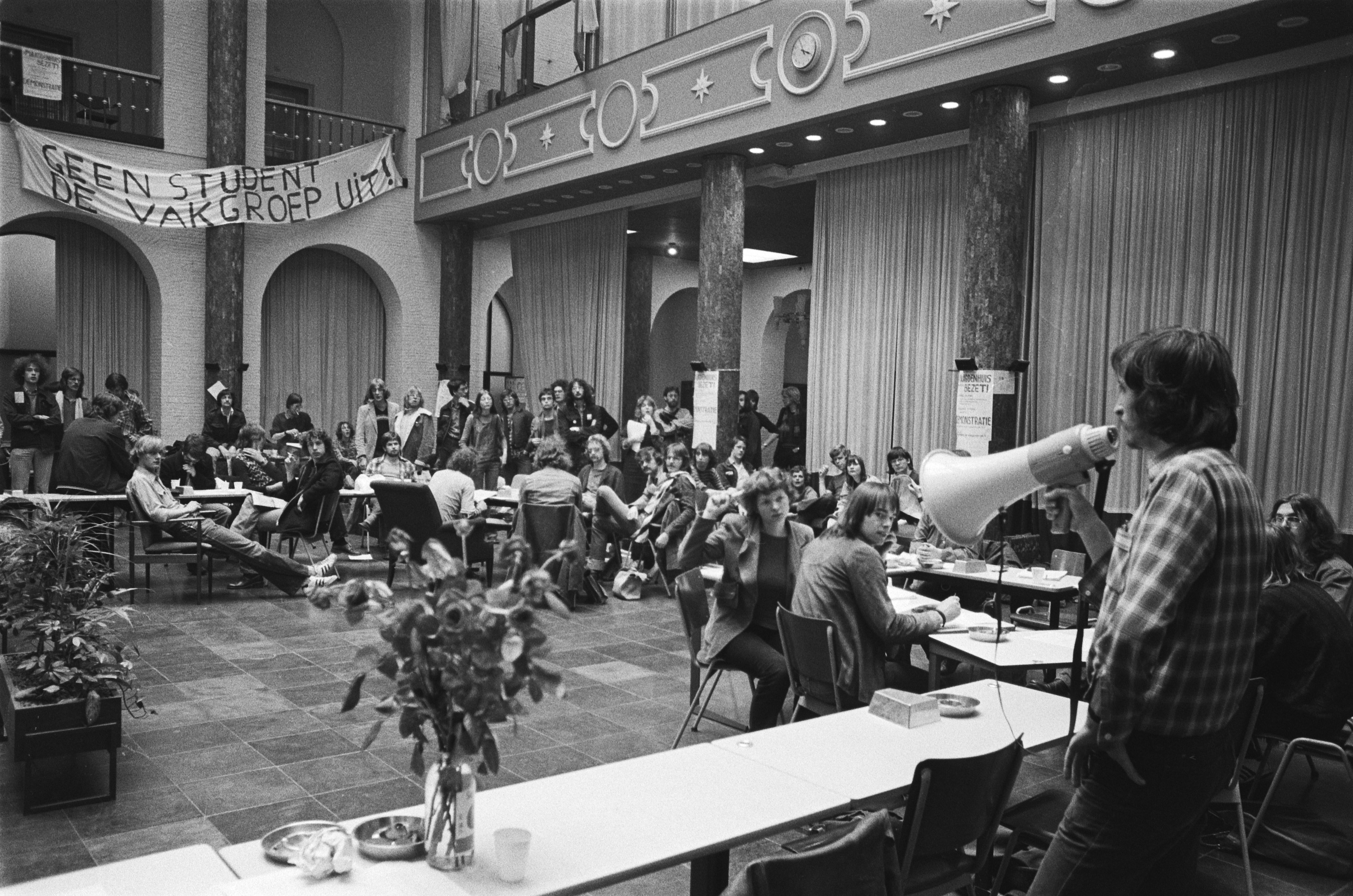
Studentenprotesten voor democratisering leidden in 1969 aan het Spui 21 te Amsterdam tot de eerste Maagdenhuisbezetting.

In 1961 veranderde dit alles met de invoering van een nieuwe Wet op het hoger onderwijs. De benoeming van hoogleraren kwam nu bij het college van curatoren te liggen, waarvan de burgemeester wel uit hoofde van zijn functie voorzitter was. De rijksoverheid werd vrijwel volledig verantwoordelijk voor de financiering. De universiteit bleef weliswaar ook in de nieuwe wet aangeduid als 'gemeentelijke universiteit'. De invloed van de gemeente bleef aanwezig tot 1971. Toen werd het benoemingsrecht overgenomen door het College van Bestuur, waarin de gemeente niet meer vertegenwoordigd was.
De universiteit kwam landelijk in het nieuws in 1969. Toen werd het Maagdenhuis, het bestuurlijk centrum van de universiteit op het Spui 21, door studenten bezet omdat zij meer democratische invloed wilden hebben. Gedurende de jaren zestig, zeventig en tachtig zijn rond de Universiteit van Amsterdam meerdere studentenacties gevoerd. Een aantal van deze acties werd georganiseerd door de studentenvereniging ASVA.
In februari 2015 werd het Maagdenhuis voor de twaalfde keer bezet, ditmaal door studenten die zich presenteren als de 'Nieuwe Universiteit'.
In 2021 telde de UvA 7 faculteiten met in totaal zo'n 41.000 studenten en ruim 5.400 personeelsleden. Hiermee is het de grootste universiteit van Nederland.
In 2024 vonden bezettingsacties plaats door demonstranten tegen het geweld door de staat Israël in de Oorlog Hamas-Israël; de schade bedroeg zo'n 4,1 miljoen euro.

## Samenwerkingsverbanden

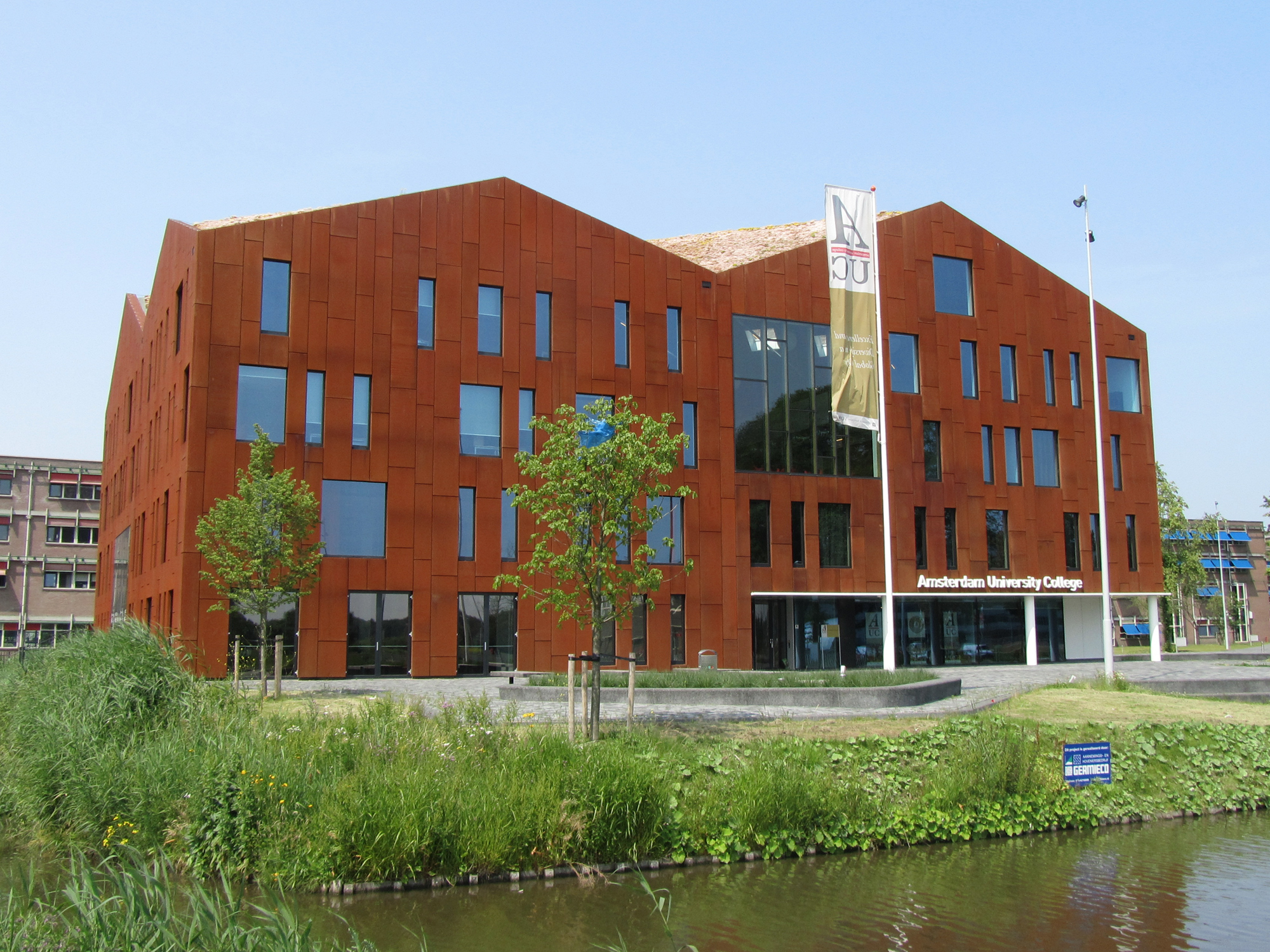
Het gebouw van Amsterdam University College aan de Kruislaan te Amsterdam in Amsterdam Science Park

De UvA werkte van 2000 tot en met 2016 samen met de Hogeschool van Amsterdam (HvA). Bij deze samenwerking werd gestreefd naar overstapmogelijkheden (voor studenten van beide instellingen) en op elkaar aansluitende onderwijsprogramma’s. De UvA en de HvA werden sinds 1 september 2003 zelfs meer dan een decennium bestuurd door een gezamenlijk college van bestuur. Bij die samenwerking was in het jaar 2004/2005 ook de School voor Commerciële Communicatie (SCC) betrokken. De master-opleiding voor art directors en copywiters in Amsterdam (1995-2005). In 2016 werd de samenwerking in twee rapporten geëvalueerd. De samenwerking werd per 2017 verbroken, omdat die niet de verwachte voordelen had opgeleverd.
Een ander samenwerkingsverband van de UvA is met de Vrije Universiteit Amsterdam. UvA en VU hebben in samenwerking met de gemeente Amsterdam in 2009 het Amsterdam University College (AUC) opgericht. Het AUC biedt een bacheloropleiding op het gebied van liberal arts and sciences. Deze brede, Engelstalige opleiding, richt zich op excellente studenten uit binnen- en buitenland. De nieuwe campus (met studentenhuisvesting) van het AUC is sinds 2012 op het Science Park in de Watergraafsmeer gevestigd. De oprichting van het AUC is niet zonder controverse verlopen. Zo zouden de UvA en de VU veel van hun beste docenten op het AUC les laten geven, ten koste van de reguliere, niet 'excellente' studenten aan de UvA en de VU.
De Universiteit van Amsterdam is vertegenwoordigd in de Stichting Academisch Erfgoed. Deze stichting heeft als doel universitaire collecties en cultuurschatten in stand te houden.

## Locaties

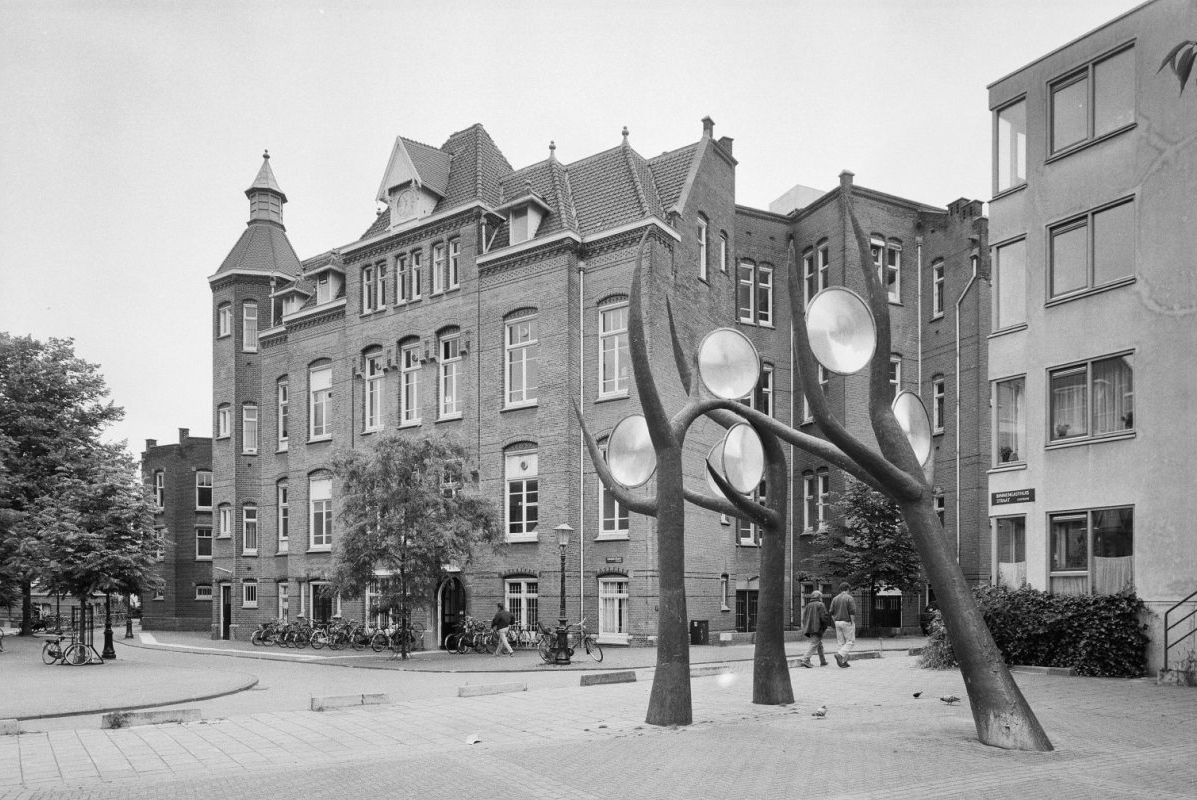
De Tweede Chirurgische kliniek van het vroegere Binnengasthuis, waar in de toekomst de Universiteitsbibliotheek Amsterdam wordt ondergebracht.

De UvA is zeer verspreid in de stad gehuisvest in zo’n 64 gebouwen. Veel locaties van de UvA bevinden zich in het centrum van Amsterdam. Op termijn wordt het aantal locaties teruggebracht en worden verwante wetenschappelijke disciplines geclusterd gehuisvest. Alfa, bèta, gamma en medisch komen respectievelijk op het Binnengasthuisterrein, in de Watergraafsmeer (Science Park Amsterdam), op het Roeterseiland en in Amsterdam-Zuidoost, waar op het AMC (sinds juni 2018 onderdeel van het Amsterdam UMC) onderwijs wordt gegeven in Geneeskunde en Medische Informatiekunde. Naast het AMC is ook het IWO-complex gehuisvest, waar tentamens worden afgelegd door studenten van meerdere (ook niet-medische) faculteiten. In dit complex zijn ook het boekendepot van de Universiteitsbibliotheek van Amsterdam en Aria (Animal research center AMC, het dierproefcentrum van het Amsterdam UMC) gehuisvest.
Het Amsterdam Science Park in de Watergraafsmeer is een internationaal kenniscentrum met onderzoeksinstituten als het Nationaal Instituut voor subatomaire fysica (NIKHEF), het FOM-instituut voor Atoom- en Molecuulfysica (AMOLF), het Centrum Wiskunde & Informatica (CWI) en SARA Reken- en Netwerkdiensten.

### Bibliotheek
De universiteitsbibliotheek van de UvA, de Universiteitsbibliotheek van Amsterdam, is verspreid over 8 gebouwen in Amsterdam. De hoofdvestiging is tevens de grootste en staat aan Singel 425. De bibliotheek met Bijzondere Collecties is sedert 2007 gevestigd aan de Oude Turfmarkt. Andere Nederlandse bijzondere collecties zijn die van de Universiteitsbibliotheek Leiden en de Koninklijke Bibliotheek. De Bijzondere Collecties beheren oude drukken, bijzondere moderne uitgaven, handschriften, kaarten en beeldmateriaal als prenten, affiches en foto’s. Er zijn collecties op het gebied van boekgeschiedenis en grafische vormgeving, hebraïca en judaïca, zoölogie en protestantisme. De collecties van alle UvA-bibliotheekvestigingen tezamen zijn doorzoekbaar via de online UvA-catalogus.

### Verkoop van gebouwen in de binnenstad
In februari 2015 werd bekendgemaakt dat het Bungehuis aan de Spuistraat 210-212 was verkocht aan een vastgoedbelegger. Ook het gebouw van Cedla (Centrum voor Studie en Documentatie van Latijns-Amerika) aan de Keizersgracht 395 is verkocht.

## Faculteiten en instituten

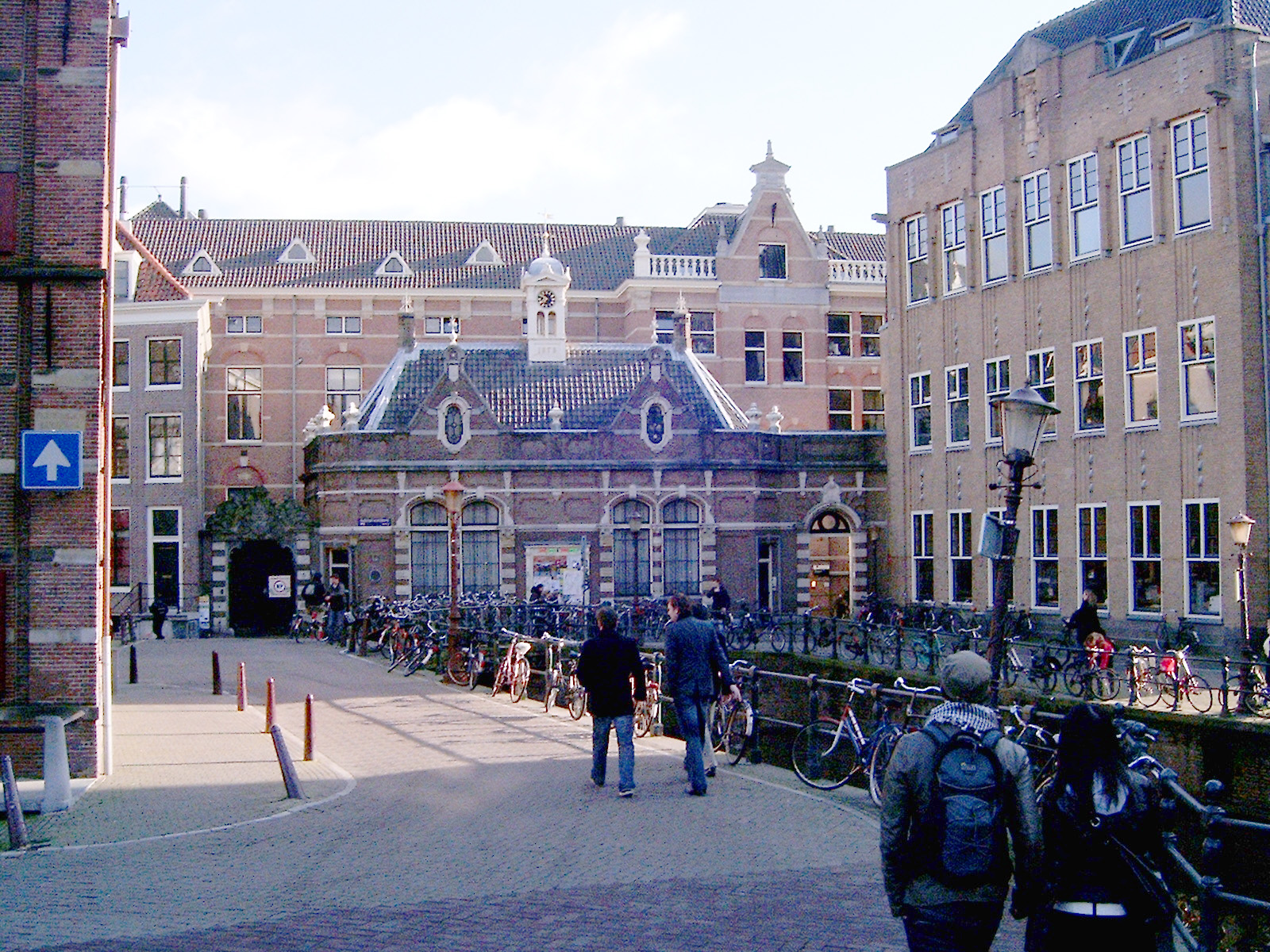
De academische club en een van de drie mensae van de UvA in de gebouwen van het vroegere Binnengasthuis aan de Grimburgwal.

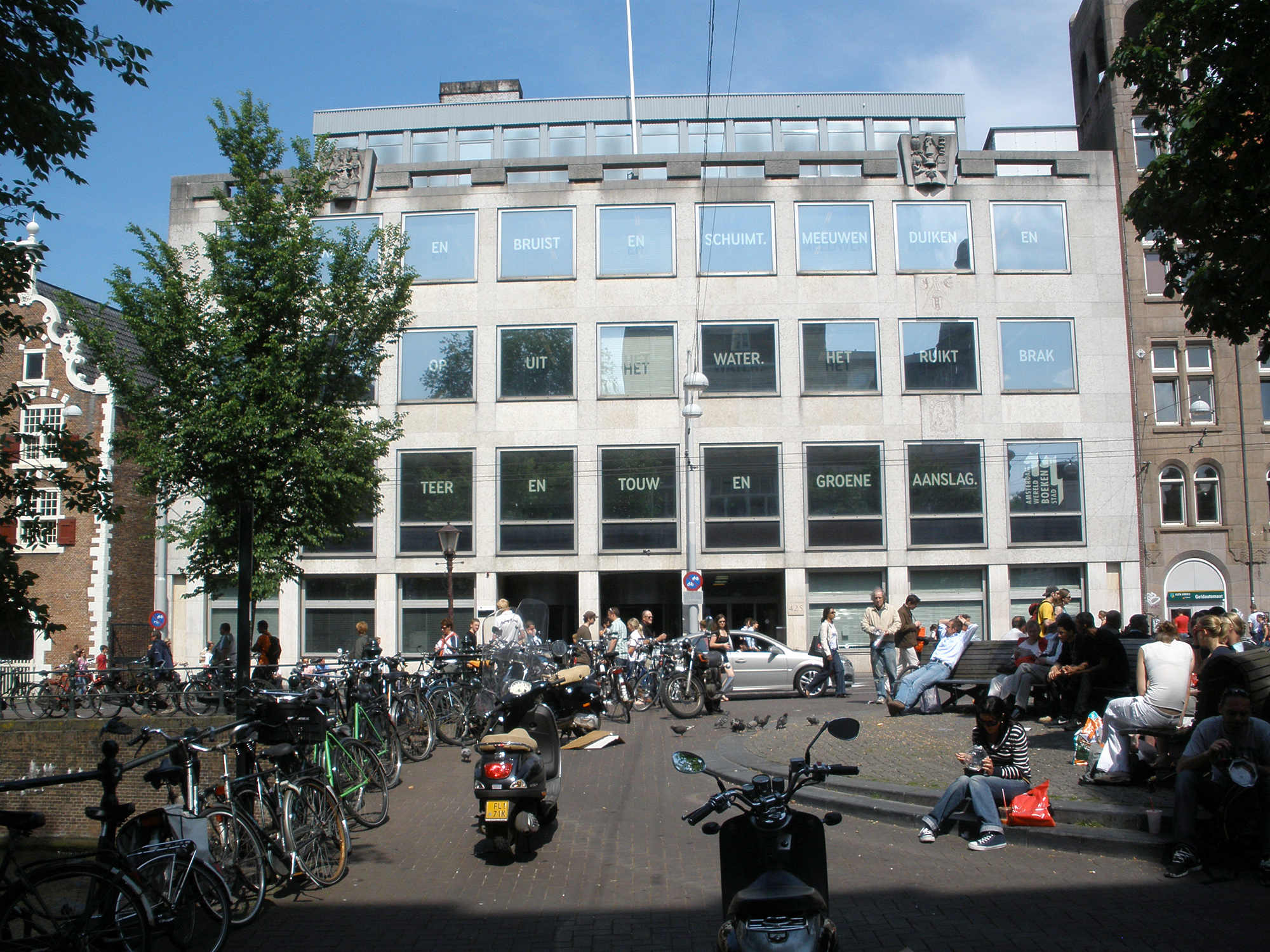
De Universiteitsbibliotheek Amsterdam aan het Singel 427.

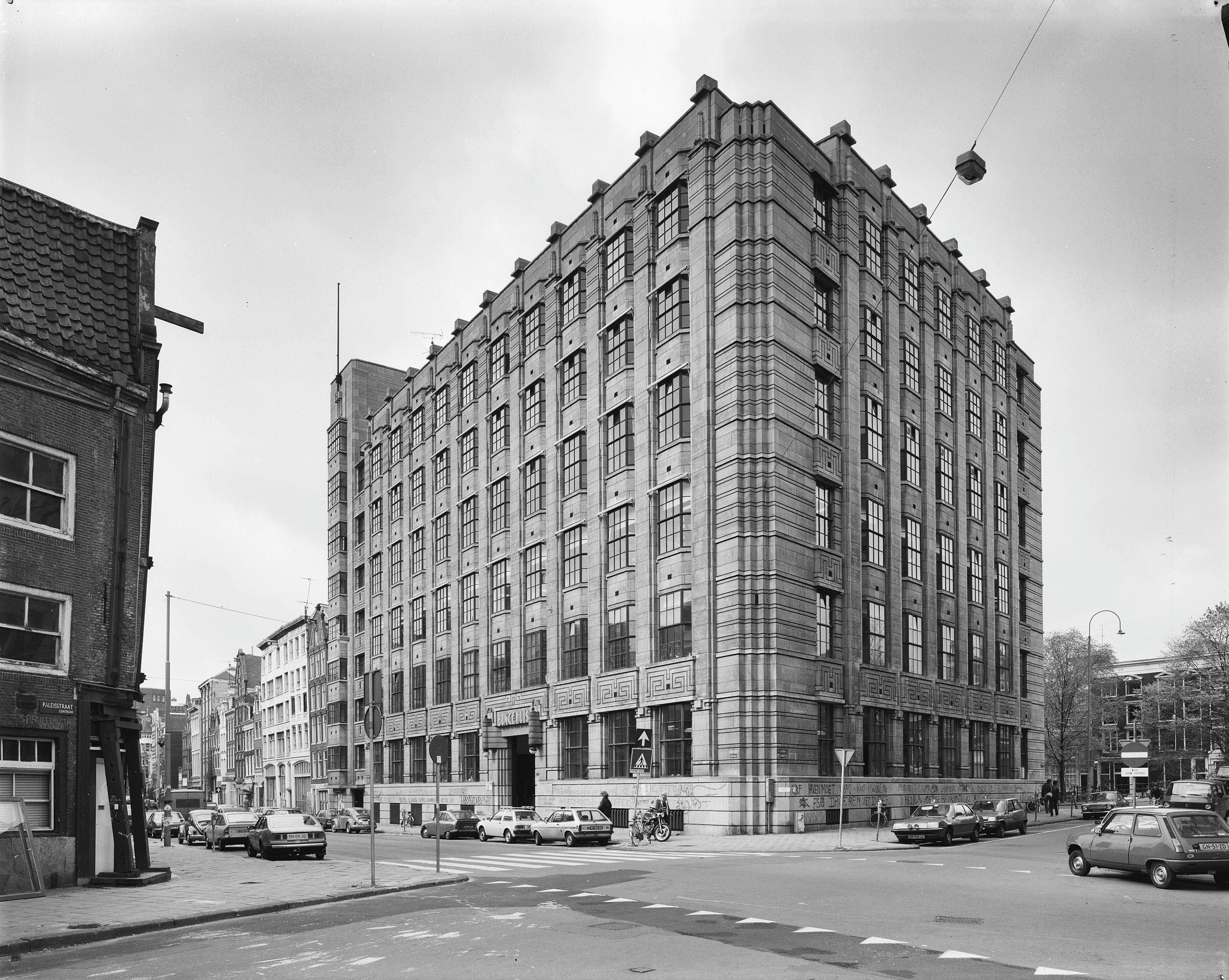
Het Bungehuis op de hoek van de Spuistraat en de Paleisstraat; 1984.

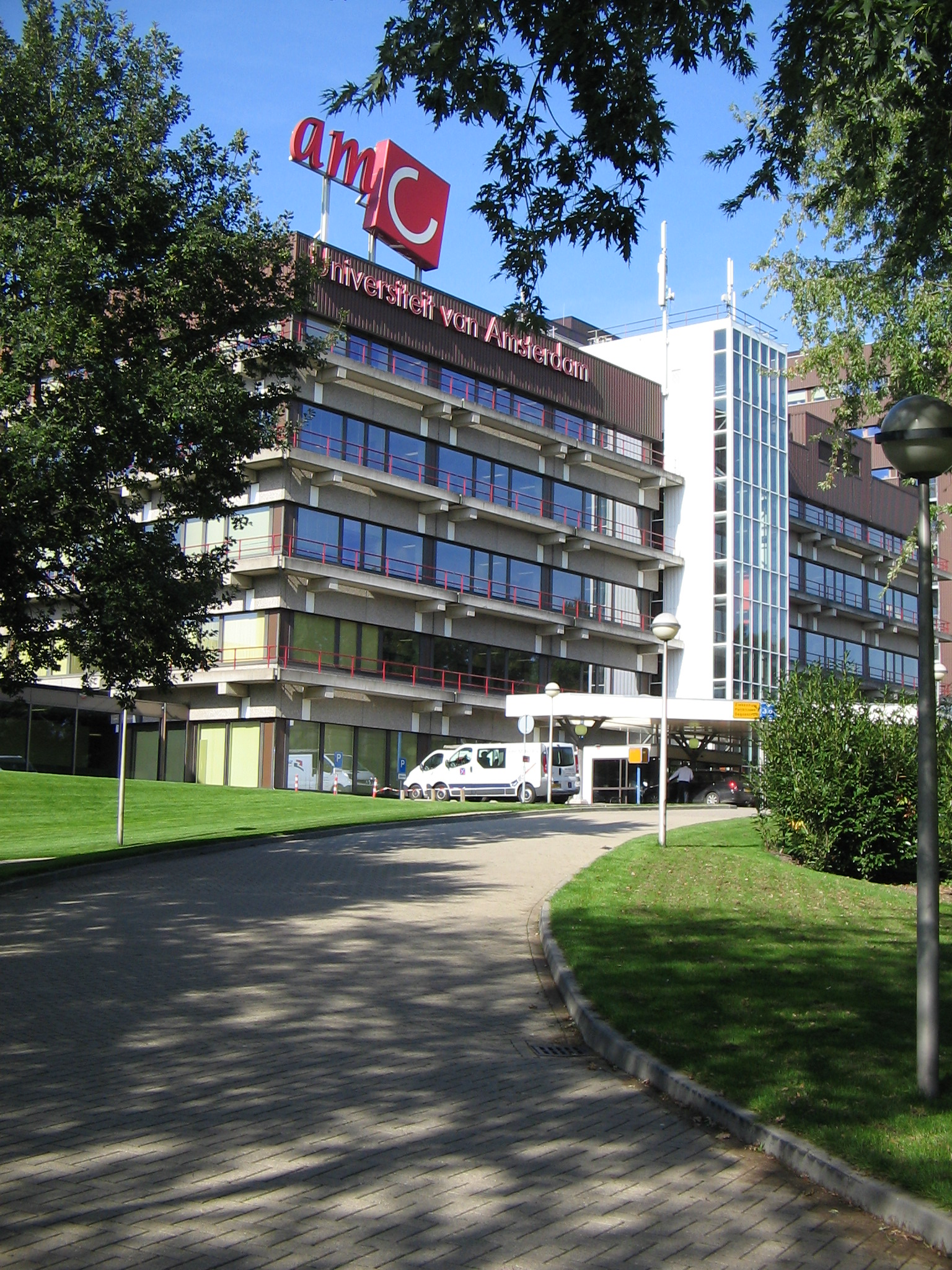
Het Academisch Medisch Centrum in Amsterdam-Zuidoost.

### Faculteiten
De universiteit heeft in 2022 de volgende faculteiten:
- Faculteit Economie en Bedrijfskunde
- Faculteit der Geesteswetenschappen
- Faculteit der Geneeskunde
- Faculteit der Maatschappij- en Gedragswetenschappen
- Faculteit der Natuurwetenschappen, Wiskunde en Informatica
- Faculteit der Rechtsgeleerdheid
- Faculteit der Tandheelkunde (Acta, in samenwerking met de VU)

### Onderzoekinstituten
De Universiteit heeft in 2013 de volgende onderzoekinstituten:
- Amsterdam Centre for Ancient Studies and Archaeology, in samenwerking met de VU
- Amsterdam Center for Entrepreneurship
- Amsterdam Center for International Law
- Amsterdam Center for Law and Economics
- Amsterdam Research Institute for Global Issues and Development Studies
- Amsterdam School for Social science Research
- Amsterdam School of Communications Research
- Amsterdam Study Centre for the Metropolitan Environment
- Amsterdams Instituut voor Privaatrecht
- Centrum voor Milieurecht
- Hugo Sinzheimer Instituut
- Institute for Logic, Language and Computation
- Instituut Taalonderzoek en Taalonderwijs aan Anderstaligen
- Instituut voor Bedrijfs- en Industriële Statistiek
- Instituut voor Biodiversiteit en Ecosysteem Dynamica
- Instituut voor Cultuur en Analyse
- Instituut voor Cultuur en Geschiedenis
- Instituut voor Hoge Energie Fysica
- Instituut voor Informatica
- Instituut voor Informatierecht (IViR)
- Instituut voor Migratie en Etnische Studies
- Instituut voor Taal en Communicatie
- Instituut voor Theoretische Fysica
- Korteweg-de Vries Instituut voor Wiskunde
- Onderzoekinstituut Psychologie
- Onderzoekinstituut RESAM
- Onderzoeksinstituut Amsterdam graduate Business School
- SCO-Kohnstamm Instituut
- Anton Pannekoek Instituut voor Sterrenkunde
- Swammerdam Institute for Life Sciences
- T.M.C. Asser Instituut, Den Haag
- Van 't Hoff Institute for Molecular Sciences
- Van der Waals-Zeeman Instituut

### Onderwijsinstituten
De Universiteit heeft in 2020 de volgende onderwijsinstituten:
- Instituut voor Interdisciplinaire Studies[21]

## (Oud-)medewerkers en studenten

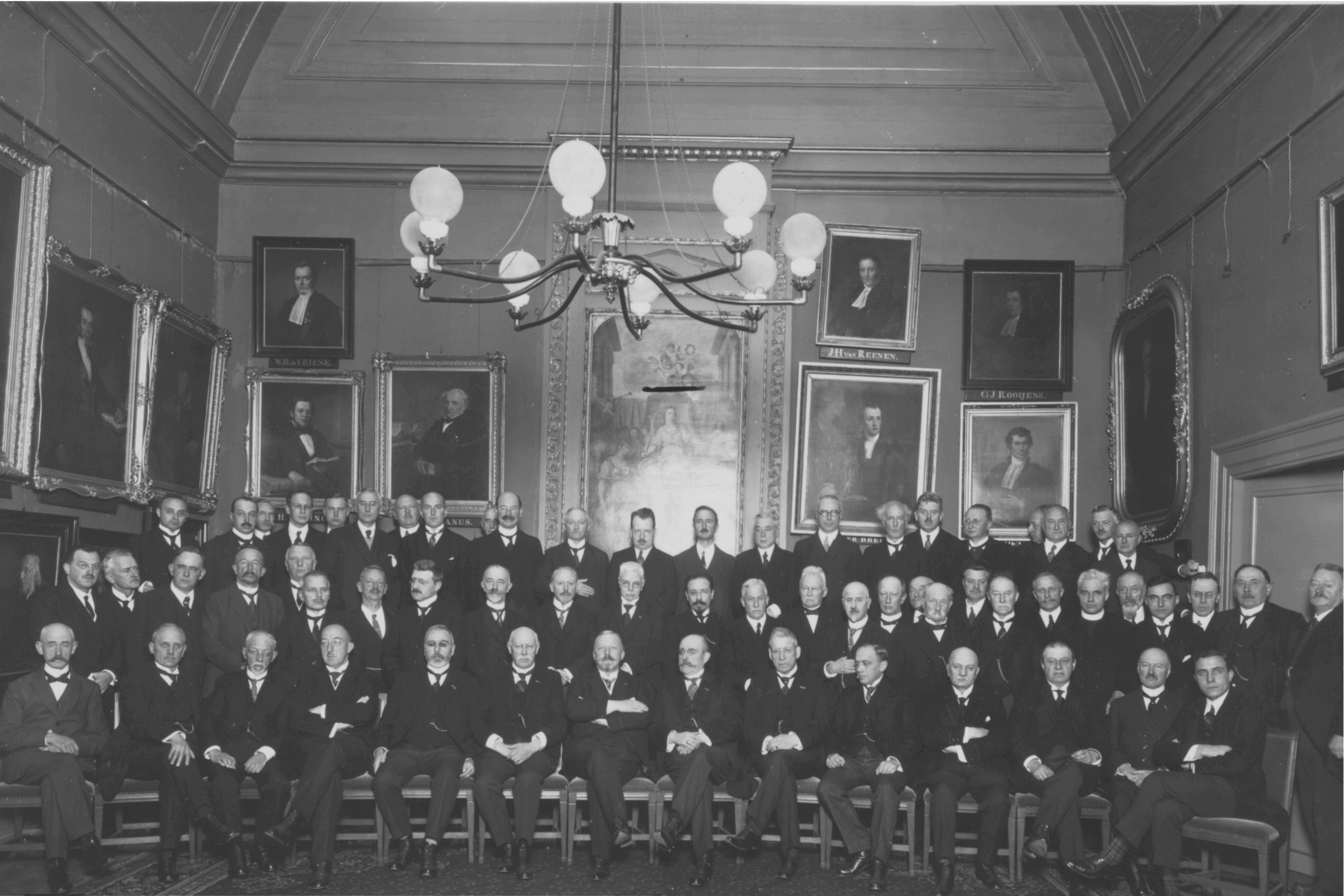
Hoogleraren van de Gemeentelijke Universiteit van Amsterdam in 1926, met o.a. Van der Waals jr. en Zeeman

De UvA organiseert voor haar alumni allerlei bijeenkomsten en activiteiten. Bovendien verschijnt er een blad voor afgestudeerden, met de titel Spui. De Amsterdamse Universiteits-Vereniging (AUV) is de algemene alumnivereniging van de UvA. De UvA heeft een Album Academicum, een website met een overzicht van alle hoogleraren die aan de UvA verbonden zijn geweest of nog zijn en alle gepromoveerden.